# Список об'єктів Світової спадщини ЮНЕСКО в США
Список об'єктів Світової спадщини ЮНЕСКО в США станом на 2022 рік налічує 24 об'єкти: 11 культурного, 12 природного типу і 1 змішаного типу.
США ратифікували Конвенцію ЮНЕСКО про охорону всесвітньої культурної і природної спадщини 7 грудня 1973 року, а найпершими американськими пам'ятками, що увійшли до переліку Світової спадщини 1978 року, стали національні парки Меса-Верде та Єллоустоун. Надалі список поповнювався новими об'єктами протягом 1978—1984, 1987, 1992, 1995, 2010, 2014, 2015 та 2019 років. З 2010 року національний парк Еверґлейдс перебуває у списку об'єктів Світової спадщини в небезпеці.
Географічно 23 об'єкти перебувають на території 20 різних штатів (у тому числі 2 — на Гаваях і 1 — на Алясці) і 1 об'єкт — у Пуерто-Рико. Крім того, 2 об'єкти зі списку є транскордонними — Клуоні / Врангеля – св. Іллі / Глейшер-Бей / Татшеншини-Алсек та Міжнародний парк миру Вотертон-Глейшер — їх США ділять з Канадою.
У цій таблиці об'єкти розміщені в порядку їх внесення до списку Світової спадщини ЮНЕСКО.

## Пояснення до списку
У таблицях нижче об'єкти розташовані у хронологічному порядку їх додавання до списку Світової спадщини ЮНЕСКО.
Кольорами у списку позначено:
На мапах кожному об'єкту відповідає червона позначка (), якщо кілька пам'яток внесені до списку як один об'єкт Світової спадщини, то їх позначено синім (), зеленим () або жовтим ().

## Розташування
| Меса-Верде Єллоустоун Гранд-Каньйон Еверґлейдс Індепенденс-голл Редвуд Мамонтова печера Олімпік Кургани Кахокії Грейт-Смокі-Маунтінс Статуя Свободи Йосеміті Чако Вотертон-Глейшер Монтічелло/університет Вірджинії Таос-Пуебло Карлсбадські печери Поверті-Пойнт Місії Сан-Антоніо Юніті-Темпл Голлігок-Гауз Будинок над водоспадом Будинок Джейкобсів Талісін-Вест Музей Гуггенхайма Талісін Будинок Робіclass=notpageimage\| Об'єкти Світової спадщини ЮНЕСКО в США · — Архітектура XX століття Френка Ллойда Райта | \| \| Глешер-Бей Рангел-Сент-Елаясclass=notpageimage\\| Об'єкти Світової спадщини ЮНЕСКО на Алясці Ла Форталеза/Сан-Хуанclass=notpageimage\\| Об'єкти Світової спадщини ЮНЕСКО в Пуерто-Ріко Гавайські вулкани Папаханаумокуакеаclass=notpageimage\\| Об'єкти Світової спадщини ЮНЕСКО на Гаваях \| |
| | Глешер-Бей Рангел-Сент-Елаясclass=notpageimage\| Об'єкти Світової спадщини ЮНЕСКО на Алясці Ла Форталеза/Сан-Хуанclass=notpageimage\| Об'єкти Світової спадщини ЮНЕСКО в Пуерто-Ріко Гавайські вулкани Папаханаумокуакеаclass=notpageimage\| Об'єкти Світової спадщини ЮНЕСКО на Гаваях             |

## Список
| №  | Зображення | Назва | Місцеположення                                                   | Час створення            | Час внесення до списку  | №                                                   | Критерії             |
| -- | ---------- | --- | ---------------------------------------------------------------- | ------------------------ | ----------------------- | --------------------------------------------------- | -------------------- |
| 1  |            | Національний парк Меса-Верде (англ. Mesa Verde National Park) | Колорадо                                                         | VI—XII століття          | 1978                    | 27 [Архівовано 24 грудня 2018 у Wayback Machine.]   | iii                  |
| 2  |            | Єллоустоунський національний парк (англ. Yellowstone National Park) | Вайомінг, Монтана, Айдахо                                        | 1872                     | 1978                    | 28 [Архівовано 24 лютого 2017 у Wayback Machine.]   | vii, viii, ix, x     |
| 3  |            | Клуоні / Врангеля – св. Іллі / Глейшер-Бей / Татшеншини-Алсек (англ. Kluane / Wrangell-St Elias / Glacier Bay / Tatshenshini-Alsek) * Глейшер-Бей * Рангель-Сент-Елаяс                                                                                             | Аляска (спільно з Канадою)                                       | 1980                     | 1979 (зміни 1992, 1994) | 72 [Архівовано 24 грудня 2018 у Wayback Machine.]   | vii, viii, ix, x     |
| 4  |            | Національний парк Гранд-Каньйон (англ. Grand Canyon National Park) | Аризона                                                          | 1919                     | 1979                    | 75 [Архівовано 24 грудня 2018 у Wayback Machine.]   | vii, viii, ix, x     |
| 5  |            | Національний парк Еверґлейдс (англ. Everglades National Park) | Флорида                                                          | 1947                     | 1979                    | 76 [Архівовано 24 грудня 2018 у Wayback Machine.]   | viii, ix, x          |
| 6  |            | Індепенденс-голл (англ. Independence Hall) | місто Філадельфія Пенсільванія                                   | 1732—1753                | 1979                    | 78 [Архівовано 24 грудня 2018 у Wayback Machine.]   | vi                   |
| 7  |            | Національний парк Редвуд і парки штату (англ. Redwood National and State Parks) * Національний парк Редвуд * Дель-Норте-Коаст-Редвудс * Джедадія-Сміт-Редвудс * Прері-Крік-Редвудс                                                                                 | Каліфорнія                                                       | 1968                     | 1980                    | 134 [Архівовано 24 грудня 2018 у Wayback Machine.]  | vii, ix              |
| 8  |            | Національний парк Мамонтова печера (англ. Mammoth Cave National Park) | Кентуккі                                                         | 1941                     | 1981                    | 150 [Архівовано 24 грудня 2018 у Wayback Machine.]  | vii, viii, x         |
| 9  |            | Національний парк Олімпік (англ. Olympic National Park) | Вашингтон                                                        | 1938                     | 1981                    | 151 [Архівовано 24 грудня 2018 у Wayback Machine.]  | vii, ix              |
| 10 |            | Історична пам'ятка Кургани Кахокії (англ. Cahokia Mounds State Historic Site) | Іллінойс                                                         | IX—XIV століття          | 1982 (зміни 2016)       | 198 [Архівовано 24 грудня 2018 у Wayback Machine.]  | iii, iv              |
| 11 |            | Національний парк Грейт-Смокі-Маунтінс (англ. Great Smoky Mountains National Park) | Північна Кароліна, Теннессі                                      | 1934                     | 1983                    | 259 [Архівовано 24 грудня 2018 у Wayback Machine.]  | vii, viii, ix, x     |
| 12 |            | Ла-Форталеза та історична частина міста Сан-Хуан в Пуерто-Рико (англ. La Fortaleza and San Juan National Historic Site in Puerto Rico) | місто Сан-Хуан Пуерто-Рико                                       | XV—XIX століття          | 1983 (зміни 2016)       | 266 [Архівовано 24 грудня 2018 у Wayback Machine.]  | vi                   |
| 13 |            | Статуя Свободи (англ. Statue of Liberty) | місто Нью-Йорк                                                   | 1886                     | 1984                    | 307 [Архівовано 24 грудня 2018 у Wayback Machine.]  | i, vi                |
| 14 |            | Національний парк Йосеміті (англ. Yosemite National Park) | Каліфорнія                                                       | 1980                     | 1984                    | 308 [Архівовано 24 грудня 2018 у Wayback Machine.]  | vii, viii            |
| 15 |            | Національний історичний парк Чако (англ. Chaco Culture National Historical Park) | Нью-Мексико                                                      | 850—1250                 | 1987                    | 353 [Архівовано 24 грудня 2018 у Wayback Machine.]  | iii                  |
| 16 |            | Національний парк Вулкани Гаваїв (англ. Hawaii Volcanoes National Park) | Гаваї                                                            | 1916                     | 1987                    | 409                                                 | viii                 |
| 17 |            | Монтічелло та університет штату Вірджинія в місті Шарлотсвілл (англ. Monticello and the University of Virginia in Charlottesville) | місто Шарлотсвілл Вірджинія                                      | XVIII—XIX століття       | 1987 (зміни 2015)       | 442 [Архівовано 24 грудня 2018 у Wayback Machine.]  | i, iv, vi            |
| 18 |            | Таос-Пуебло (англ. Pueblo de Taos) | місто Таос Нью-Мексико                                           | 1000—1450                | 1992                    | 492 [Архівовано 24 грудня 2018 у Wayback Machine.]  | iv                   |
| 19 |            | Міжнародний парк миру Вотертон-Глейшер (англ. Waterton Glacier International Peace Park) Національний парк Глейшер | Монтана (спільно з Канадою)                                      | 1932                     | 1995                    | 354 [Архівовано 12 квітня 2012 у WebCite]           | vii, ix              |
| 20 |            | Національний парк Карлсбадські печери (англ. Carlsbad Caverns National Park) | Нью-Мексико                                                      | 1930                     | 1995                    | 721 [Архівовано 24 грудня 2018 у Wayback Machine.]  | vii, viii            |
| 21 |            | Папаханаумокуакеа (англ. Papahānaumokuākea Marine National Monument) | Гаваї                                                            | 2006                     | 2010                    | 1326 [Архівовано 28 квітня 2019 у Wayback Machine.] | iii, vi, viii, ix, x |
| 22 |            | Монументальні земляні споруди Поверті-Пойнт (англ. Monumental Earthworks of Poverty Point) | Луїзіана                                                         | XXXVII—XXXI ст. до н. е. | 2014                    | 1435 [Архівовано 24 грудня 2018 у Wayback Machine.] | iii                  |
| 23 |            | Місії Сан-Антоніо (англ. San Antonio Missions) | Техас                                                            | XVIII століття           | 2015                    | 1466 [Архівовано 24 грудня 2018 у Wayback Machine.] | ii                   |
| 24 |            | Архітектура XX століття Френка Ллойда Райта (англ. The 20th-Century Architecture of Frank Lloyd Wright) Юніті-Темпл, Будинок Фредеріка Робі, Талісін, Голлігок-Гауз, Будинок над водоспадом, Будинок Герберта і Кетрін Джейкобсів, Талісін-Вест, Музей Гуггенхайма | Аризона, Вісконсин, Іллінойс, Каліфорнія, Нью-Йорк, Пенсільванія | XX століття              | 2019                    | 1496                                                | ii                   |

## Розташування об'єктів попереднього списку
| Меморіальна церква Кінга Бетельська Баптистська церква Баптистська Церква, 16 вулиця Авіаційні пам'ятки Дейтона Поплар-Форест Капітолій Вірджинії Маунт-Вернон Серпент-Маунд Окефенокі Петрифайд-Форест Вайт-Сендс Бруклінський міст Елліс-Айленд Центральний парк Чикалькі хмарочоси Каліфорнійський природоохоронний комплекс Біґ-Бенд Моравське поселенняclass=notpageimage\| Об'єкти попереднього списку в США · — Ритуальні земляні пам'ятки культури Гоупвелл · — Пам'ятки руху за громадянські права Бейкер Вейк Гауленд Джарвіс Джонстон Пальміра Кінгмен Маріанська западина Заповідник Американського Самоа Атол Роузclass=notpageimage\| Об'єкти попереднього списку у Тихому океані · — Морський національний монумент тихоокеанських віддалених островів · — Морські природоохоронні території Американського Самоа |

## Попередній список
| №  | Зображення | Назва | Місцеположення                                                         | Час створення             | Час внесення до списку | №    | Критерії         |
| -- | ---------- | --- | ---------------------------------------------------------------------- | ------------------------- | ---------------------- | ---- | ---------------- |
| 1  |            | Пам'ятки руху за громадянські права (англ. Civil Rights Movement Sites) * Баптистська церква на авеню Декстер * Бетельска баптистська церква * Баптистська церква на 16-й вулиці                                             | міста Монтгомері і Бірмінгем Алабама                                   | 1883-1926                 | 2008                   | 5241 | vi               |
| 2  |            | Авіаційні пам'ятки Дейтона (англ. Dayton Aviation sites) * Гаффман-Прері * Райт-Сайкл-Компані * Райт-Голл * Гавторн-Гілл | міста Дейтон і Оуквуд Огайо                                            | кін. XIX—поч. XX століття | 2008                   | 5242 | ii               |
| 3  |            | Ритуальні земляні пам'ятки культури Гоупвелл (англ. Hopewell Ceremonial Earthworks) | Огайо                                                                  | I тисячоліття н. е.       | 2008                   | 5243 | iii, vi          |
| 4  |            | Будівлі Томаса Джефферсона (англ. Thomas Jefferson Buildings) * Поплар Форест * Капітолій штату Вірджинія | Вірджинія                                                              | 1785-1826                 | 2008                   | 5244 | i, iv, vi        |
| 5  |            | Маунт-Вернон (англ. Mount Vernon) | Вірджинія                                                              | 1758                      | 2008                   | 5245 | iv               |
| 6  |            | Серпент-Маунд (англ. Serpent Mound) | Огайо                                                                  | XII століття              | 2008                   | 5248 | i, iii, iv       |
| 7  |            | Національний резерват дикої природи Окефенокі (англ. Okefenokee National Wildlife Refuge) | Джорджія, Флорида                                                      | 1937                      | 2008                   | 5252 | viii, ix, x      |
| 8  |            | Національний парк Петрифайд-Форест (англ. Petrified Forest National Park) | Аризона                                                                | 1906                      | 2008                   | 5253 | vii, viii        |
| 9  |            | Національний монумент Вайт-Сендс (англ. White Sands National Monument) | Нью-Мексико                                                            | 1933                      | 2008                   | 5254 | vii, viii, ix, x |
| 10 |            | Бруклінський міст (англ. Brooklyn Bridge) | місто Нью-Йорк                                                         | 1883                      | 2017                   | 6232 | ii, iv           |
| 11 |            | Елліс-Айленд (англ. Ellis Island) | місто Нью-Йорк                                                         | кін. XIX століття         | 2017                   | 6233 | iv               |
| 12 |            | Центральний парк (англ. Central Park) | місто Нью-Йорк                                                         | 1858-1873                 | 2017                   | 6234 | ii, iv           |
| 13 |            | Ранні чиказькі хмарочоси (англ. Early Chicago Skyscrapers) Одиторіум-Білдинг, Секонд-Лейтер-Білдинг, Маркетт-Білдинг, Рукері-Білдинг, Монаднок-Білдинг, Олд-Колоні-Білдинг, Фішер-Білдинг, Салліван-Центр, Ладінгтон-Білдинг | місто Чикаго Іллінойс                                                  | 1880-ті                   | 2017                   | 6235 | i, iv            |
| 14 |            | Морський національний монумент тихоокеанських віддалених островів (англ. Pacific Remote Islands Marine National Monument) Острови Бейкер, Вейк, Гауленд, Джарвіс, атоли Джонстон і Пальміра, риф Кінгмен                     | Зовнішні малі острови                                                  | 2009                      | 2017                   | 6236 | vii, viii, x     |
| 15 |            | Каліфорнійський сучасний природоохоронний комплекс (англ. California Current Conservation Complex) Пойнт-Реєс/Голден-Гейт, затока Монтерей, Грейтер-Фараллонс, Корделл-Бенк, острови Фараллон, Каліфорнія-Костал             | Каліфорнія                                                             | —                         | 2017                   | 6237 | vii, viii, ix, x |
| 16 |            | Національний морський монумент Маріанська западина (англ. Marianas Trench Marine National Monument) | Гуам, Північні Маріанські Острови                                      | 2009                      | 2017                   | 6238 | viii, ix, x      |
| 17 |            | Морські природоохоронні території Американського Самоа (англ. Marine Protected Areas of American Samoa) * Національний морський заповідник Американського Самоа * Атол Роуз                                                  | Американське Самоа                                                     | 1986, 2009                | 2017                   | 6239 | vii, ix, x       |
| 18 |            | Національний парк Біґ-Бенд (англ. Big Bend National Park) | Техас                                                                  | 1935                      | 2017                   | 6241 | viii, ix         |
| 19 |            | Моравські церковні поселення (англ. Moravian Church Settlements) * Історичний Моравський Бетлегем | місто Бетлегем Пенсільванія (спільно з Великою Британією і Німеччиною) | 1741                      | 2017                   | 6579 | iii, iv          |